# ルパン三世 海に消えた秘宝
『ルパン三世 海に消えた秘宝』（ルパンさんせい うみにきえたひほう）は、2003年7月31日に発売されたニンテンドー ゲームキューブ用アドベンチャーゲーム。アスミック・エース エンタテインメントより発売された。

## 概要
アニメ『ルパン三世』を題材にしたゲームである。プレイヤーは登場キャラクターの少年・テオに扮し、ルパン三世ら登場キャラクターと共に会話や謎解きを行いながらゲームを進める。
ディスク2枚組で、1枚目は選択肢とミニゲーム、2枚目は映像のみである。エンディングは全6種類ある。
アニメーションパートは、それまでのアニメシリーズ同様にトムス・エンタテインメントが担当。背景500カット、動画は15,000枚と多くのグラフィックが用意された。

## ストーリー
地中海に面するとある港町。12歳の少年テオは、潜水夫コスタスの下でサルベージ会社の仕事を手伝っていた。ある日、港近くの海上でフェリーと貨物船の衝突事故が発生。急いで救助に向かったテオ達は、沈んだ船室からリアナという一人の少女を救出する。事故発生後、水中で2時間以上も閉じ込められたのち奇跡的に救出された彼女は、新聞やTVで注目の的となった。
しかし、そんなリアナの騒動を聞き、彼女に興味を持った人物がいた。一人は海の民のお宝を狙うルパン三世、もう一人は海洋汚染研究所の所長、ザーイという男だった。

## 登場人物
ルパン三世
声 - 栗田貫一
次元大介
声 - 小林清志
石川五ェ門　
声 - 井上真樹夫
峰不二子
声 - 増山江威子
銭形幸一
声 - 納谷悟朗

### オリジナルキャラクター
テオ
声 - 久保田恵
本作の主人公。幼い頃両親共々ヨットに乗っている最中に嵐に巻き込まれ、奇跡的に助けられた過去を持つ12歳の少年。その時に両親を亡くしており、現在は祖父との2人暮らし。
普段は港きっての潜水夫コスタスが営むサルベージ会社で働いているが、事故以来水への恐怖感が払拭できず、海には潜れない。
リアナ
声 - 榎本温子
気が強く活発な13歳の少女。テオと同様、両親を亡くしている。
生まれたときから海で育ち、テオとは対照的に水が得意。母親の形見であるバングルをいつも身に付けている。
アブリオ / エレウテリウス
声 - 山口勝平
テオと一緒にコスタスの会社（コンスタンティンサルベージ社）で働く少年。15歳。
テオとは対照的で明るく豪快な性格。常に前向きで調子に乗りやすい。本名はエレウテリウス。
クラーク
声 - 藤村俊二
テオの祖父。78歳。
骨董店を営む傍ら趣味で海洋考古学の研究をしている。その博識ぶりから、町の人々は彼を「教授」と呼んでいる。
コスタス
声 - 楠見尚巳
ギリシャの港町で一二を争う潜水夫。45歳。
コンスタンティンサルベージという小さなサルベージ会社を経営している。実の子でない「テオ」をわが子同様に可愛がり、親バカとも言えるほど大事にしている。
ザーイ
声 - 速水奨
海洋汚染研究所の所長。38歳。
表向きは紳士的な態度を取るが、目的のためなら手段を選ばぬ冷酷さを持つ。
謎の男
ザーイに仕える謎の双子。スキンヘッドで体格の良い体に全く喋らない凄腕の暗殺者。
ラリス
声 - 小山武宏
アテネの大学で古代の海洋民族について研究している教授。クラークが彼の発表した学説について異議を唱えて以来、犬猿の仲。
アレクシウ
声 - 槐柳二
古い話を語り伝えている語り部の老人。自分達の祖先以外の民族の話についても知っており、ラリス教授の紹介で会いに来たルパンとテオに自分が知っている海の民について教えた。
リアナの母
声 - 島本須美

## スタッフ
- 原作 - モンキー・パンチ（中央公論新社刊）
- アニメーション監督・演出 - ところともかず
- 脚本 - 翁妙子
- キャラクターデザイン - 小林利充
- 美術監督 - 宮野隆
- 色彩設計 - 飯島孝枝
- 撮影監督 - 川田敏寛
- 録音監督 - 加藤敏
- 音楽監修 - 鈴木清司
- 音楽：森本清人
- システム - 居石淳一（HOW2）
- プランニング - 岩崎聡志
- ディレクター - 岡野一
- アニメーションプロデューサー - 尾﨑穏通（TMS）、大石祐道（TMS）
- プロデューサー - 小野幹雄（AAE）
- エグゼクティブプロデューサー - 椎名保（AAE）、豊島雅郎（AAE）
- アニメーション制作 - 東京ムービー
- 企画・製作 - アスミック・エース エンタテインメント
- 制作 - TYCOON